# Sansare
Sansare – miasto w środkowej części Gwatemali w departamencie El Progreso, leżące w odległości 17 km na południe od stolicy departamentu i około 75 km na wschód od stolicy kraju Gwatemali, w górach Sierra de las Minas. Jest siedzibą władz gminy o tej samej nazwie, która w 2012 roku liczyła 11 766 mieszkańców. Gmina jest bardzo mała, a jej powierzchnia obejmuje 118 km².